# Lobogonia pallida
Lobogonia pallida är en fjärilsart som beskrevs av W. Warren 1894. Lobogonia pallida ingår i släktet Lobogonia och familjen mätare. Inga underarter finns listade i Catalogue of Life.